# Tiroteo en la Universidad de Carolina del Norte en Charlotte
El tiroteo de la Universidad de Carolina del Norte en Charlotte de 2019 fue un tiroteo que se produjo en la Universidad de Carolina del Norte en Charlotte aproximadamente a las 5:40 PM EDT del 30 de abril de 2019. El tiroteo, que se produjo el último día de clases para el semestre de primavera, envió a seis personas al hospital, dos de los cuales murieron al llegar y otros tres estaban en estado crítico. El tiroteo ocurrió dentro de un aula en el edificio Woodford A. Kennedy mientras los estudiantes daban una presentación final. Un sospechoso, Trystan Andrew Terrell, fue puesto bajo custodia policial.

## Eventos
El tiroteo ocurrió alrededor de las 5:40 p. m. hora local, según funcionarios de la universidad. Alrededor de ese momento, el presunto pistolero ingresó a un aula en el edificio Woodford A. Kennedy, donde los estudiantes que se inscribieron en un curso de antropología y filosofía de la ciencia realizaron sus presentaciones finales. Según el instructor del curso Adam Johnson, el presunto pistolero "irrumpió" en el aula y abrió fuego con una pistola.
A las 5:50 UNC, la Oficina de Manejo de Emergencias de Charlotte alertó a los estudiantes a través de las alertas de Niner en Twitter sobre el tiroteo, diciendo: "Los disparos informaron cerca de Kennedy. Corre, esconde, pelea. Asegúrate de inmediato". El tiroteo ocurrió durante el último día de clase para el semestre de primavera.

## Perpetrador
El sospechoso involucrado en el tiroteo, Trystan Andrew Terrell (nacido el 6 de junio de 1996), es un exestudiante de 22 años de edad que se retiró de UNC Charlotte a principios de 2019. Después de ser puesto bajo custodia, le dijo a los reporteros que "simplemente fue a un salón de clases y les disparó a los muchachos". . Fue acusado de dos cargos de asesinato, cuatro cargos de intento de asesinato en primer grado, cuatro cargos de asalto con un arma mortal que inflige lesiones graves, una cuenta de tener un arma en la propiedad de la educación y una cuenta de la descarga de un arma de fuego en la propiedad de la educación. La policía registró su apartamento en el complejo de apartamentos Novel NoDa en el bloque 400 de E. 36th Street en NoDa alrededor de las 8:00 p. m.
El abuelo del sospechoso, Paul Rold de Arlington, TX, le dijo a un reportero de Associated Press que Terrell y su padre se habían mudado a Charlotte en 2014 desde el área de Dallas, TX, luego de la muerte de su madre. Desde el otoño de 2015 hasta la primavera de 2018, se matriculó en el Central Piedmont Community College y estudió para obtener un título de asociado en ciencias.  Se había inscrito en tres cursos en UNC Charlotte para el semestre de primavera de 2019, y había asistido a clases en la sala donde presuntamente cometió los disparos. Terrell también aprendió francés y portugués con la ayuda de un programa de aprendizaje de idiomas que su abuelo le había comprado. Según Rold, su nieto nunca había mostrado ningún interés en las armas de fuego u otras armas, y que las acciones de Terrell eran las de "alguien ajeno a mí. Esto no está en su ADN".

## Víctimas
Según el jefe de la policía de Charlotte de la UNC, dos víctimas fueron asesinadas, tres estaban en estado crítico y una sufrió lesiones que no amenazaban su vida. Las dos víctimas que fueron asesinadas eran hombres. El presidente del capítulo Lambda Delta de Alpha Tau Omega anunció a través del Twitter de la fraternidad que uno de sus miembros, Drew Pescaro, resultó herido durante el tiroteo y estaba bajo supervisión médica en el Centro Médico Carolinas. Según informes, una víctima fue transportada por un sargento de la policía de la UNCC a Atrium Health University City y más tarde fue transportada por un médico al Carolinas Medical Center.
El 1 de mayo de 2019, el canciller de la Universidad de Carolina del Norte en Charlotte, Phillip Dubois, informó a los medios de comunicación que las víctimas en estado crítico habían sido sometidas a cirugía. El mismo día, la universidad dio a conocer los nombres de las víctimas, todos los cuales eran estudiantes actuales. Los dos estudiantes que fueron asesinados fueron Ellis Parlier, de 19 años, y Riley Howell, de 21 años. Los otros heridos, además de Pescaro, de 19 años, fueron Sean DeHart, de 20 años, Rami Al-Ramadhan, de 20 años, y Emily Houpt, de 23 años. Todos los estudiantes eran habitantes de Carolina del Norte, excepto Al-Ramadhan, que es un estudiante internacional de Arabia Saudita. Más tarde ese día, DeHart fue dado de alta del hospital, mientras que Pescaro. Houpt y Al-Ramadhan permanecieron hospitalizados, y se informó que Pescaro se encontraba en condición estable luego de la cirugía.
Parlier era de Midland y se graduó de la Academia Central de Tecnología y Artes. Howell era de Waynesville y se graduó de T. C. Roberson High School, donde corrió a campo traviesa y jugó en el equipo de fútbol. Howell estudió estudios ambientales en UNC Charlotte. Al-Ramadhan es un estudiante internacional de Saihat que está estudiando ingeniería. La familia de Al-Ramadán en Arabia Saudita fue notificada del tiroteo. DeHart es originario de Shelton, Connecticut, pero había vivido en Apex y se graduó de Cardinal Gibbons Catholic High School en Raleigh. Pescaro, de Apex, se graduó de Middle Creek High School en Cary y está estudiando comunicaciones en UNC Charlotte. Es un periodista deportivo para el periódico estudiantil, un asistente de video para el equipo de fútbol y copresentador del programa de entrevistas sobre deportes de la UNCC Fans with Attitude. Houpt, un nativo de Charlotte, es un estudiante de estudios globales en UNC Charlotte y un ex interno en el Consejo de Asuntos Mundiales de Charlotte.

## Riley Howell, El jedi que se unió a la fuerza
La historia de Howell se dio a conocer por su entonces novia Lauren Westmoreland, en donde relataba que era un gran fan de Star Wars mientras vivía.
En diciembre de 2019, LucasFilm dio a conocer por medio de una carta que incluirian a Howell en el universo de Star Wars como un maestro jedi historiador llamado Ri-Lee Howell.